# Little Hallingbury
Little Hallingbury is een civil parish in het bestuurlijke gebied Uttlesford, in het Engelse graafschap Essex. In 2001 telde het dorp 1403 inwoners. Het dorp heeft een kerk.